# Roberto Acuña (Fußballspieler)
Roberto Miguel Acuña Cabello (* 25. März 1972 in Avellaneda, Argentinien) ist ein ehemaliger paraguayischer Fußballspieler (Mittelfeld).
Acuña absolvierte 100 Länderspiele für die paraguayische Fußballnationalmannschaft und nahm von 1998 bis 2006 an drei Fußball-Weltmeisterschaften teil. 2001 wurde er zu Paraguays Fußballer des Jahres gewählt. Auf Vereinsebene spielte er neben der einheimischen und der argentinischen Liga auch acht Jahre in der spanischen Primera División.

## Vereinsfußball
Acuña wurde als Sohn eines Paraguayers in Argentinien geboren und spielte bis zu seinem 16. Lebensjahr in Argentinien. Seine Eltern wanderten mit ihm nach Paraguay aus, nachdem Acuña mitgeteilt worden war, dass seine Erfolgschancen im argentinischen Fußball gering seien. In Paraguay spielte er zunächst für den Club Nacional in Asunción. 1993 wechselte Acuña in die argentinische Liga, wo er bis Juni 1994 für Argentinos Juniors, danach bis Juni 1995 für Boca Juniors und bis Juni 1997 für Independiente spielte. Anschließend wechselte er in die spanische Primera División zu Real Saragossa, wo er bis 2002 Leistungsträger war und 2001 die Copa del Rey, den spanischen Pokal, gewann. Nach der Saison 2001/02, in der Real Saragossa abgestiegen war, wechselte Acuña zu Deportivo La Coruña. In der Saison 2003/04 war er an Elche CF und anschließend bis zum Jahresende 2004 an den al Ain Club aus den Vereinigten Arabischen Emiraten verliehen. Nach der Saison 2005/06 wurde er bei La Coruña ausgemustert und war ein halbes Jahr lang vereinslos, bevor er sich Rosario Central in Argentinien anschloss.
Ab 2007 spielte Acuña wieder in seiner Heimat und trat dort für fünf verschiedene Vereine an. Nach einer Halbsaison 2007 bei Olimpia Asunción und einer eineinhalbjährigen Phase der Vereinslosigkeit spielte er von 2009 bis 2012 beim Club Rubio Ñu. Ab 2014 spielte er überwiegend bei unterklassigen Vereinen bis hin zur vierten Liga. In der Saison 2017 war er mit 45 Jahren zuletzt in der Primera División Paraguays bei Rubio Ñu aktiv. 2017 schloss er sich dem derzeitigen Drittligisten 22 de Setiembre Encarnación an, bei dem er im selben Jahr seine Karriere beendete.

## Nationalmannschaft
Acuña nahm 1993 die paraguayische Staatsangehörigkeit an und wurde kurz darauf in die Nationalmannschaft berufen, wo er bald zum kraftvollen Mittelfeldregisseur wurde. Aufgrund seiner Kraft und seiner Zweikampfstärke im Mittelfeld erwarb er sich den Spitznamen El Toro (der Stier). Er nahm mit Paraguay an den Weltmeisterschaften 1998, 2002 und 2006 teil und stand dabei in allen elf Spielen Paraguays auf dem Platz. Unter anderem gehörte er der Mannschaft an, die 2002 im Achtelfinale Deutschland mit 0:1 unterlag. In diesem Spiel wurde Acuña in der Nachspielzeit aufgrund eines Ellbogenchecks gegen Michael Ballack vom Platz gestellt.
Außerdem nahm er 1993, 1995, 1997 und 1999 an den Turnieren um die Copa América teil und erreichte dabei mit seiner Mannschaft jeweils das Viertelfinale.
Acuña beendete 2006 seine Karriere in der Nationalmannschaft. 2011 kehrte er für zwei Abschiedsspiele zurück und absolvierte beim 2:0-Sieg gegen Rumänien sein 100. und letztes Länderspiel im Dress der Albirroja. In seinen 100 Länderspielen erzielte er fünf Tore.

## Erfolge
- 1 × Copa del Rey mit Real Saragossa 2000/01
- 1 × Südamerikanischer Superpokalsieger mit Independiente 1995
- 1 × Fußballer des Jahres in Paraguay 2001

## Beachsoccer
Acuña spielte auch für die paraguayische Beachsoccer-Mannschaft und nahm an der WM 2015 teil.